# ماري تشاندلر أثرتون
ماري ألدرسون تشاندلر أثرتون (لقبها قبل الزواج ألدرسون؛ ولقبها بعد الزواج الأول تشاندلر؛ وبعد الزواج الثاني أثرتون؛ 16 أبريل 1849 - 9 سبتمبر 1934) كانت معلمة أمريكية ومؤلفة كتب مدرسية وناشرة مجلة. وصلت إلى بوسطن في ماساتشوستس في عام 1881. وهناك أسست «المدرسة المنزلية للكتابة المختزلة والكتابة على الآلة الكاتبة» (1883)، وبعد عشر سنوات أسست «مدرسة تشاندلر للكتابة المختزلة العادية» بشكل أساسي لتدريب المعلمين، وهي أول مدرسة من نوعها في الولايات المتحدة. وفي عام 1895 دعت أثرتون إلى «مؤتمر الكتابة المختزلة للمدارس العامة»، وهو الأول في تاريخ تعليم الكتابة المختزلة. وفي ذلك العام أيضًا أسست نادي تشاندلر للتفكير لتشجيع الفكر المستقل. كما نشرت دوريتين وخمسة كتب مدرسية.

## حياتها المبكرة وتعليمها
ولدت ماري ألدرسون بالقرب من لي رايسفيل في بنسلفانيا في 16 أبريل عام 1849. ووالداها هما جون ألدرسون (1805–1881) ومارغريت (ويلسون) ألدرسون (1805–1888)، وقد كان كلا الوالدين من سكان سيدبيرغ الأصليين في إنجلترا. وكان مسقط رأس أثرتون على بعد 20 ميلًا (32 كم) من أي مدينة ذات أهمية، وكانت صلة الوصل الوحيدة لمدينتها هي العربة العمومية. وحين كان الأطفال الآخرون في مثل عمرها يستفيدون من السكك الحديدية والتلغراف والموسيقى والفن والأدب وغيرها من المرافق للنمو والتعليم اللاواعي، كانت تحدق من خلال النوافذ الصغيرة لمنزلها الحجري وتحلم بأماكن خارج المنزل. وكان والداها من الناس العاديين، وكانوا يقولون إن ثروتهم تكمن بشكل رئيسي في أطفالهم، الذين كانوا ثمانية أولاد وثلاث بنات. ومن بينهم: جيمس وجوشوا وإليزابيث وهنري وجورج وفرانكلين وفريدريك.
بدأ تعليمها في مدرسة ريفية نموذجية تفتح لمدة ثلاثة أشهر في الشتاء وثلاثة في الصيف. واستمرت في أكاديمية القرية لفصل دراسي واحد وفي مدرسة أورويل هيل المتدرجة لثلاثة فصول دراسية، ثم مُنحت لها شهادة المعلم في سن الخامسة عشرة. وفي السادسة عشرة من عمرها، أو في أقرب وقت يسمح به قانون ولاية بنسلفانيا، بدأت التدريس في مدرسة ريفية صغيرة فيما كان يُعرف محليًا باسم «منطقة كليفلاند».
وصلت رسالة من أحد إخوتها الأكبر الذي كان قد ذهب للاستكشاف في الغرب قبل سنوات عديدة. وجاء في جزء من الرسالة:
«الأخت الصغيرة التي تركتها خلفي منذ سنوات لا بد أنها أصبحت سيدة شابة بحلول هذا الوقت، وأريدها أن تحصل على التعليم. أرسلوها إلى المدرسة. وهذه مئتا دولار، وإذا قمت برهان كبير فلدي عرض جيد لأقوم به، وسأرسل المزيد عند الحاجة».
اغتنمت أثرتون الفرصة غير المتوقعة بسرعة، فدخلت مدرسة المعلمين الحكومية في مانسفيلد، بنسلفانيا (الآن جامعة مانسفيلد في بنسلفانيا)، وتخرجت بمرتبة الشرف على فصلها في ربيع عام 1868.

## العمل

### مهنتها كمعلمة مدرسة حكومية
أمضت السنوات الثلاث الأولى من حياتها العامة في التدريس في مدينة فينانغو (التي اندمجت منذ ذلك الحين في مدينة أويل سيتي بولاية بنسلفانيا) وفرانكلين. ثم انتقلت بعد ذلك إلى كاليفورنيا. وبعد أربعة أسابيع من وصولها بدأت التدريس في غالت براتب قدره 75 دولارًا أمريكيًا شهريًا. وفي العام التالي في سان خوسيه مع راتب أعلى، حيث شغلت لعدة سنوات منصب نائب مدير مدرسة إمباير. ولاحقًا ذهبت إلى مدينة أوكلاند حيث انتهت مسيرتها المهنية كمعلمة في المدارس العامة أخيرًا.

### رائدة في الكتابة الاختزالية
بسبب توق أثرتون للنمو استقلت سفينة بخارية للمحيطات في عام 1880 وأبحرت من سان فرانسيسكو بهدف ثابت وهو دخول مهنة جديدة أوسع وأكثر فائدة. وذهبت أولًا إلى فيلادلفيا في عام 1880، وأمضت عامًا واحدًا في الدراسة في تلك المدينة في المدرسة الوطنية للفصاحة والخطابة، وتخرجت من هناك في عام 1881.
في عام 1881 بعد زواجها جاء السيد والسيدة تشاندلر إلى بوسطن كزميلي عمل. وبعد أن ترملت في عام 1889 بدافع الحاجة كرست نفسها لهذا العمل التعليمي وعملت كتاب اختزال مؤهلين لجذب الاهتمام العام. لم يكن النظام الذي طورته هو نظام الموضع ولا الخطوط الخفيفة، ولكنه استخدم حروف العلة المتصلة والمنفصلة. وكقاعدة عام، كان كل مخطط يمثل كلمة واحدة فقط، وكان واضحًا للغاية نتيجة لذلك. ونظرًا إلى دقتها وتوحيدها وقابليتها للتبادل، يمكن لأي شخص يعرف النظام قراءة ملاحظات أحد كتّاب تشاندلر بسهولة.
أرادت أثرتون إنشاء اختزال موحد في المدارس العامة، وعملت باستمرار لتحقيق هذا الهدف. كانت الألواح الأصلية لبرنامجها التعليمي المختصر عبارة عن اثنتين - «الجودة لا الكمية» و«الوضوح لا التخمين» - والتي أضيف إليها لاحقًا «اختزال موحد في المدارس العامة». ولتحقيق هذه الغاية في بوسطن عام 1883 أسست «المدرسة المنزلية للكتابة الاختزالية والكتابة على الآلة الكاتبة». وأدى ذلك إلى نشر الدروس المتدرجة الذي كتبته (بوسطن، 1888)، وأول كتاب مدرسي مختصر بعنوان اختزال تشاندلر العملي للمدارس والكليات، والذي مر بعدة طبعات واستخدم على نطاق واسع في المدارس العامة في إنجلترا الجديدة. كما درّست نظامها في معهد مارثا فينيارد الصيفي خلال موسم الصيف 1889-1891.
في عام 1891 أدخلت نظام الاختزال الخاص بها إلى مدرسة غلوستر الثانوية، حيث جرى الاعتراف بمزاياه على الفور. وفي ذلك العام نظمت أيضًا رابطة معلمي تشاندلر للاختزال.
في عام 1893 أسست مدرسة تشاندلر الكتابة المختزلة العادية في بوسطن لتدريب المعلمين، وهي المدرسة الأولى من نوعها في الولايات المتحدة. وقد أدارتها حتى عام 1917، عندما تخلت عن ارتباطها بها، وأصبحت مدرسة تشاندلر للنساء، مع مجال أوسع لتعليم وتدريب المرأة.
في عام 1895 دعت أثرتون إلى مؤتمر الكتابة المختزلة في المدارس العامة، وهو الأول من نوعه في تاريخ تعليم الاختزال، وقد جرى عقده سنويًا في بوسطن منذ عام 1904. وفي عام 1914 نشرت لأول مرة مجلة فصلية تشاندلر للاختزال لصالح النظام الموحد العقلاني. وانعقد المؤتمر السنوي الثاني عشر لكتاب تشاندلر الاختزاليين في 8 مايو في مسرح سانت جيمس، بوسطن، بحضور ما يقرب من 1500 شخص.
كانت أثرتون قيادية بالفطرة وكانت بالنسبة للشباب مصدرًا لا ينضب للإلهام. وقد جرت الإشارة إلى التقدير الكبير الذي حظيت به من قبل أولئك الذين وقعوا تحت تأثيرها المباشر من خلال المقتطف التالي من دستور الرابطة الوطنية لكتاب تشاندلر الاختزاليين، التي جرى تنظيمها في عام 1904:
«الهدف من هذه الجمعية هو توسيع وإدامة العمل القيم الذي أدته ماري ألدرسون أثرتون من أجل الإنسانية لصالح التعليم الحقيقي وبناء الشخصية من خلال منظمة دائمة».